# ×Aegilotriticum langeanum
×Aegilotriticum langeanum là một loài thực vật có hoa trong họ Hòa thảo. Loài này được (Amo) van Slageren miêu tả khoa học đầu tiên năm 1994.